# 김동광
김동광(金東光, 1953년 1월 5일 ~ )은 대한민국의 농구 선수, 감독, 행정가이다. 현역 시절 포지션은 포인트 가드였다. 중소기업은행 농구단의 선수와 1970년대 대한민국 농구 국가대표팀의 핵심 가드로 활동하였다. 신장은 184cm이고 체중은 82kg이다. 그의 종교는 불교이다.

## 생애
그는 1953년 1월 5일 부산에서 예비역 미국 육군 소령 전역 출신자였던 미국인 아버지와 친부의 미혼 시절 교제녀였던 한국인 어머니 사이에서 혼혈아로 출생하였고 지난날 한때 경상북도 경주에서 잠시 유아기를 보낸 적이 있으며 그 후 경기도 인천에서 성장하였다.
농구 선수 은퇴 이후 기업은행 코치를 시작으로 지도자의 길을 걷기 시작한다. 서울방송 감독과 KBL 프로농구 출범 이후 SBS 스타즈 초대 감독을 시작으로 수원-서울 삼성 썬더스 농구 감독을 역임하하면서 뛰어난 성적을 거두었다. 삼성 감독 퇴임 이후 안양 KT&G 카이츠 감독을 보내게 된다. MBC SPORTS + 해설위원으로 활약했으며 60대에 친정인 서울 삼성 썬더스 감독으로 컴백하기도 했다.
그의 아들 김지훈도 전 KBL 농구 선수이며 휘문고 코치를 맡고 있다.
1997년 아시아농구선수권대회에서는 최우수감독으로 선정되었다.

## 학력
- 1965년 인천신흥초등학교 졸업
- 1968년 송도중학교 졸업
- 1971년 송도고등학교 졸업
- 1978년 2월 고려대학교 체육교육학과 학사[2]